# Homicide: Life on the Street
Homicide: Life on the Street (br: Homicídio) é uma série de televisão, um drama policial, criado por Paul Attanasio, baseado no livro Homicide: A Year on the Killing Streets, de David Simon e onde muitos de seus personagens foram utilizadas no decorrer das temporadas do seriado. No Brasil, a série teve suas seis primeiras temporadas exibidas nas noites de domingo pela Rede Manchete de 1994 até a sua extinção em 1999, chegando a ser exibida pela TV! (fase de transição entre a Manchete e a RedeTV!) até setembro, quando a emissora perdeu os direitos de exibição, e a sétima e última temporada foi exibida exclusivamente na TV paga pelo canal USA (atualmente Universal Channel).

## História
O seriado narrava as diversas investigações realizadas pelo Departamento de Homicídio de Baltimore, Estados Unidos, mostrando a realidade cruel das ruas e suas violentas conseqüências. A série tem início com o Detetive Tim Bayliss sendo nomeado Tenente da unidade de Al Giardello e parceiro do Detetive Frank Pembleton, que inicialmente não gosta muito do estilo de Tim, o que deixava ele muito nervoso e obviamente intimado, não deixando muito seguro no trabalho.
O primeiro caso em que os dois partem para resolver é o assassinato de uma garotinha de 11 anos chamada Adena Watson. A série tinha como propósito proporcionar ao telespectador um olhar rápido pelos processos policiais centradas nas vidas de uma equipe de detetives de uma grande metrópole.
Ao contrário de outros seriados similares, a série procurava envolver os policiais para uma representação de forma repetitiva, dramatizando o escoar espiritual e as ameaças existenciais dos psiques das pessoas, freqüentemente cheias de glamour, mas com intensas necessidades sociais. Para dar mais realismo foram utilizadas máquinas de 16mm de mão em diversos locais de Baltimore para depois serem utilizadas nas edições, preferencialmente para as partes cruciais da história.
A série teve um início sem muito brilho e esteve a ameaça de seu cancelamento iminente, mas o seriado acabou ganhando dois Emmy Awards, o que levou os produtores a repensar na série. A partir de então muitas tentativas para melhorar as avaliações foram realizadas, como por exemplo, com a recolocação de personagens que já haviam participado anteriormente, ao mesmo tempo em que romances foram bem mais enfatizados, assim como um aumento substancial da violência.
Evidentemente, que não faltaram gafes como a introdução de um episódio mostrando a primeira de sexo do programa. Mas de uma forma geral era um programa que agradava bastante aos críticos e obtinha uma audiência considerada como boa, permitindo permanecer no ar durante sete temporadas.

## Elenco principal
- Richard Belzer como Detetive John Munch
- Andre Braugher como Detetive Frank Pembleton
- Reed Diamond como Detetive Mike Kellerman
- Ned Beatty como Detetive Stan Bolander
- Michelle Forbes como Dr. Julianna Cox